# Isla San José, Oaxaca
Isla San José är en ort i Mexiko.   Den ligger i kommunen San José Independencia och delstaten Oaxaca, i den sydöstra delen av landet, 290 km sydost om huvudstaden Mexico City. Isla San José ligger 75 meter över havet och antalet invånare är 153.
Terrängen runt Isla San José är varierad. Runt Isla San José är det ganska tätbefolkat, med 86 invånare per kvadratkilometer. Närmaste större samhälle är Isla Soyaltepec, 18,2 km öster om Isla San José. I omgivningarna runt Isla San José växer i huvudsak städsegrön lövskog.